# Gonnoscodina
Gonnoscodina ist eine italienische Gemeinde (comune) mit 427 Einwohnern (Stand 31. Dezember 2023) im Westen Sardiniens in der Provinz Oristano. Die Gemeinde liegt etwa 30 Kilometer südöstlich von Oristano am Parco Geominerario Storico ed Ambientale della Sardegna und grenzt unmittelbar an die Provinz Medio Campidano. 